# Zain al-Rafeea
Zain al-Rafeea (n. 10 octombrie 2004, Daraa, Siria) este un actor originar din Siria. Este cunoscut pentru rolul principal din filmul libanez Capernaum - Haos și speranță din 2018, care a câștigat premiul juriului⁠(d) la Festivalul de Film de la Cannes 2018. 

## Viața și cariera
Zain s-a născut în orașul sirian Daraa în 2004. S-a mutat împreună cu familia în Liban în 2012. Este un refugiat sirian, care a crescut în cartierele sărace ale Beirutului alături de părinții săi și lucra curier. Înainte de a se filma la vârsta de 12 ani în Capernaum, era analfabet, fără experiență în actorie. Cu toate acestea, el a contribuit substanțial la dialogul filmului, bazându-se pe experiența sa de refugiat în Liban. Întrebat despre experiența sa de actor, Zain a mărturisit: „A fost ușor. Uneori [Labaki] îmi spunea să fiu trist, alteori să fiu vesel. Atâta tot.” Personajul principal din film îi poartă numele — Zain.
Conform regizoarei filmului, Nadine Labaki⁠(d), Zain a obținut în 2018 pașaport norvegian⁠(d) și locuiește în această țară din vara aceluiași an. A început să frecventeze o școală din Hammerfest, unde învață să scrie și să citească.
Pentru rolul său din Capernaum, Zain a fost nominalizat la Premiul Asia Pacific Screen pentru cel mai bun joc actoricesc⁠(d). A câștigat, de asemenea, premiul pentrul cel  mai bun actor la ediția 2018 a Festivalului Internațional de Film de la Antalya⁠(d). New York Times a apreciat lucrul lui al-Rafeea drept una din cele mai bune interpretări actoricești din 2018; reporterul Wesley Morris a scris: „se întâmplă uneori să ieși de la un film cu impresia că jocul actoricesc pe care l-ai văzut e cu un cap mai sus decât toată actoria pe care o practică restul lumii”. James Verniere de la Boston Herald⁠(d) a văzut în Zain „jumătate Oliver Twist, jumătate James Dean”. Iar pe Vulture.com, Emily Yoshida îl apreciază ca fiind „o prezență uimitoare, de neuitat”.

## Filmografie
| An   | Titlu                        | Rol          |
| ---- | ---------------------------- | ------------ |
| 2018 | Capernaum - Haos și speranță | Zain El Hajj |

| 2021
| The Eternals (Eternals)

## Premii și nominalizări
| An   | Premii                                            | Categorie                                           | În filmul                    | Rezultat     | Note   |
| ---- | ------------------------------------------------- | --------------------------------------------------- | ---------------------------- | ------------ | ------ |
| 2018 | Festivalul Internațional de Film de la Antalya⁠(d) | Cel mai bun actor                                   | Capernaum - Haos și speranță | Câștigat     | [ 14 ] |
| 2018 | Asia Pacific Screen Awards⁠(d)                     | Cel mai bun joc actoricesc⁠(d)                       | Capernaum - Haos și speranță | Nominalizare | [ 13 ] |
| 2018 | New Mexico Film Critics                           | Cel mai bun tânăr actor/Cea mai bună tânără actriță | Capernaum - Haos și speranță | Câștigat     | [ 17 ] |
| 2019 | Lebanese Movie Awards⁠(d)                          | Cea mai bună distribuție                            | Capernaum - Haos și speranță | Nominalizare |        |
| 2019 | FEST (Belgrad)⁠(d)                                 | Cel mai bun debut                                   | Capernaum - Haos și speranță | Câștigat     |        |
| 2019 | Young Artist Award⁠(d)                             | Breakout Performance Award                          | Capernaum - Haos și speranță | Câștigat     | [ 18 ] |